# Odo roseus
Odo roseus är en spindelart som först beskrevs av Cândido Firmino de Mello-Leitão 1941. 
Odo roseus ingår i släktet Odo och familjen taggfotsspindlar. Inga underarter finns listade i Catalogue of Life.